# براندت أندرسن
براندت أندرسن (بالإنجليزية: Brandt Andersen) هو منتج أفلام أمريكي، ولد في 9 مارس 1977 في تامبا في الولايات المتحدة.

## روابط خارجية
- براندت أندرسن على موقع IMDb (الإنجليزية)
- براندت أندرسن على موقع قاعدة بيانات الفيلم (الإنجليزية)